# Сен-Панкрас (Изер)
Сен-Панкрас (фр. Saint-Pancrasse) — коммуна во Франции, находится в регионе Рона — Альпы. Департамент коммуны — Изер. Входит в состав кантона Муаян Грезиводан. Округ коммуны — Гренобль.
Код INSEE коммуны — 38435. Население коммуны на 2012 год составляло 434 человека. Населённый пункт находится на высоте от 760 до 2 060 метров над уровнем моря. Муниципалитет расположен на расстоянии около 480 км юго-восточнее Парижа, 95 км юго-восточнее Лиона, 16 км северо-восточнее Гренобля. Мэр коммуны — Jean-Pierre Portaz, мандат действует на протяжении 2014—2020 гг.
Динамика населения (INSEE):